# Komáromi István (rendőrtiszt)
Komáromi István (művésznevén: Komáromi Pisti, Budapest 1955. július 12. –) mérés-automatizálási mérnök, nyugalmazott rendőr dandártábornok, a hadtudományok egyetemi doktora, dalszerző és A-kategóriás előadóművész. A Magyar Kultúra Lovagja.

## Tanulmányok
A miskolci Erősáramú Szakközépiskola villamosenergia-ipari ágazatán érettségizett, majd mérés-automatizálási üzemmérnök lett: a Miskolci Egyetem elődjénél jó minősítéssel diplomázott.
Kétszer volt katona, először fegyver-lövegtechnikusi, majd légvédelmi rakétás végzettséget szerzett.
A Nemzeti Közszolgálati Egyetem jogelődjénél, a Rendőrtiszti Főiskolán végzett (kitüntetéses oklevél), majd a BM Műszaki Tanfolyamot is elvégezte (hírszerző iskola, jeles eredmény). Később a hadtudományok egyetemi doktora lett (Zrínyi Miklós Katonai Akadémia, cum Laude).
Felsővezetői továbbképzést végzett: Fachhochsule für Polizei (Villingen-Schwenningen) és FBI Academy (Quantico, Virginia) továbbá Bryan Tracy menedzsertanfolyam, Brit-Magyar vezetőképző. Osztrák vizsgával az Európai Unióra érvényes drónpilóta vezetői engedélyt kapott.
Közigazgatási szakvizsgája (Magyar Közigazgatási Intézet) és előadóművészi szakvizsgája, működési engedélye (Országos Szórakoztatózenei Központ) is van.

## Karrier
Előbb a Budai Villanyszövetkezetnél villanyszerelőként, majd a diósgyőri Lenin Kohászati Művekben a Villamos Osztályon önálló tervezőként dolgozott.
1977-ben került a Borsod-Ababúj-Zemplén megyei Rendőr-főkapitányság hivatásos állományába.
A rendőrségre bekerülve végzettsége okán a hírszerző iskolába irányították, hogy mint műszaki ember a tudományos-műszaki-gazdasági-ipari felderítő területen dolgozzon. Az iskola elvégzése után nem ment a hírszerző központba, hanem visszatért a rendőrségre, ahonnét 1987-ben elkerült a BM Tudományszervezési Osztályra. Itt az össz-belügyi szintű tudományos kutatások, újítások koordinálásában vett részt a rendszerváltást megelőzően.
1989-ben nevezték ki a Budapesti Rendőr-főkapitányság XXII. kerületi rendőrkapitányának, s itt dolgozott a rendszerváltás és a taxisblokád alatt. A rendszerváltást követően kísérleti rendőrkapitányságként miniszteri engedélyük volt eltérni az általános szervezeti struktúrától. Számos újítást vezetett be (pl. az önkormányzat és a rendőrség kapcsolata, ügyfélszolgálat és informatikája, a polgárőrség elődje stb.).
A főkapitányi beosztások megpályáztatása után 1991-ben kinevezték Pest megye rendőrfőkapitányának, ahol közel 10 évig maradt, kormányváltásoktól függetlenül. Tudományos kutatóhelyet is létrehoztak, sokat újítottak, közben pedig eredményesen országos nagy ügyeket oldottak meg. Számos cikke jelent meg a bűnügyi hírszerző munkától az önkormányzatok közbiztonsági koncepcióján át a munkahelyi légkörig. Az akkori Magyar Közigazgatási Kar egyetlen rendőri beosztású elnökségi alapító tagja volt. Újító típusú, alkotó, integráló menedzserként vezette a rábízott szervezeteket. 1997-ben nevezték ki rendőr dandártábornokká.
2000-ben szolgálati célból nyugdíjazták mint hivatásos rendőrt, mert kinevezték a BM PR főnökének, köztisztviselőként. Hozzá tartozott három évig a közigazgatási államtitkár közvetlen alárendeltségében a bűnmegelőzés és a jogszabályok, az új szakmai anyagok megismertetése.
2003 után az ATV és BPTV (Budapest TV) csatornákon élő zenei műsor szerkesztője-vezetője, illetve televíziós producer. Tíz évig vezette a Kárpát-medence Legerősebb települése elnevezésű önkormányzati virtusversenyt.
2007-től tagja és hálózatvezetője a magyar Biocom-Ökonet rendszernek, az egészséges életmód, a természetes anyagok használata és a betegségmegelőzés területén.

## Zenei pályafutás
Gyermekkora óta folyamatosan zenél: dalokat szerez és előad. Az általános iskolában énekkaros, a középiskolai zenekarban énekes-gitáros volt, munkahelyein a kultúrcsoportokban rendszeresen szerepelt. Énektanárnője Básthy Anna operaénekes, koncert-korrepetitora Zámbó Jimmy volt, stúdió-korrepetitora és hangmérnöke Kaszás Péter sr. (Huszka Jenő-díjas).
Nyilvántartott dalszerző és szakvizsgázott előadóművész. Hangja egyedi, lírikus tenor. Eddig 167 levédett szerzeménye van.
Egyedül, háttértáncosokkal vagy zenekarral lép fel. Előad Valentin-napon, március 15-én, Nők Napján, Anyák Napján, városavatókon, fesztiválokon, Mindenszentek alkalmával, Idősek Napján, templomi karácsonyi műsorokban, művelődési házi előadói esteken, vacsoraesteken, zenés beszélgetéseken. Többször volt önálló estje a Fészek Klubban, a Rátkai Klubban és az Alcatrazban. A Kárpát-Medencén kívül fellépett Irakban a moszuli ostrom kezdete előtti estén, illetve Algériában az új operaházban és Sziciliában is.
Saját szerzeményei mellett készített magyar nyelvű feldolgozásokat is külföldi szerzők műveiből. Ezeken kívül több, az egyes országokra jellemző dalra írt magyar nyelvű változatot. Megzenésített verseket, pl. Ady Endre: Karácsonyi rege, Az én menyasszonyom, Erdélyi József: Reggel, Gyárfás Endre: Csak tréfa volt, Heltai Jenő: A másik, Móra Ferenc: Este. Szerzőként részt vett kabaré-színdarab, közcélú filmklipek zenei munkálataiban. Megírta a Magyar Rendőrség himnuszát Érted élünk címmel.
Huszonnyolc szerzeményét Vasárnap címmel 2002-ben a Solo Music Budapest Zeneműkiadó adta ki. Azóta folyamatosan jelennek meg további kottái a Koncert 1234 Kft. Kotta és Zeneműkiadó válogatásaiban. Az albumai megtalálhatóak a Magyar Rádió Hangtárában is.

### Szerzeményeiben közreműködő zenészek, énekesek
Alapi István gitár, Alex Tamás ének, Aradszky László, Bali Csaba billentyűk-koncert, Berkes Gabriella ének, Bibók Edina vokál, Bodrogi Gyula a nemzet színésze ének, Csizmadia Gábor fúvós, Dingó János gitár, szaxofon-koncert, Dr.Rock Béla(dr.Hegedűs Ákos)gitár, Elek István fúvós, Enyedi Sándor gitár, hangszerelés, Erox Martini ének, Felkai Miklós gitár, Gerendás Péter gitár, Hatvani Erzsébet ének, Horváth Erika vokál, Jankai Béla billentyűk, hangszerelés, Janza Kata ének, vokál, Kaszás Péter Sr. dob, gitár, billentyűk, hangszerelés, vokál, Kaszás Péter jr.dob, Kálóczy Egon gitár-koncert, Kegye János, Komjátszeghy Gyula,Komonyi Zsuzsa ének, Koós János, Kósa Dénes, Kovács Ikrek ének, Kovács Kati vokál, Kvassai Tibor(rap, Sir Round)Lajtai Katalin vokál, Lázár Vilmos Zenei Általános Iskola énekkara gyermekkórus, Liska János ének, Lovas Karol-Jordy ének, Lui ének, vokál, Molnár Gábor-Gabriello billentyűk, hangszerelés, Molnár Orsi, Muck Ferenc, szaxofon, klarinét, billentyűk, Mufics Tibor dob-koncert, Némethy Ivett ének, Payer András, Pálmai Zoltán dob, Pintér Tibor ének, Rácz Erik (Mr.Rick), Schwer Michelle, Suha Klára szavalat, Szabó Anna vokál, Szabó Gyula a nemzet színésze szavalat, Szabó Máté vokál, Szirmai Tamás zongora-koncert, Szloszjár Tibor (Dj.Dali), Sztankay István a nemzet színésze próza, Szűcs Norbert gitár, Szulák Andrea, Tanács Ádám vokál, Tihanyi-Tóth Kinga, Tiszai Ferenc dob-koncert, Tiszai Vivien dob-koncert, Ullmann Ottó basszusgitár-koncert, Zoltán Erika vokál, Varga Miklós vokál, Voga Viktória vokál, Zámbó Jimmy ének, vokál, hangszerelés, 100 Folk Celsius Együttes, Xantus Barbara.

### Táncművészek, háttértáncosok
Angels, Csillag Show – Tánc Egyesület, DanceNet Táncsport Egyesület, Dani Erika táncoktató, Deák Dianna akrobatikus balett, Flashdance, Fortuna Tánc és Divat Stúdió, Horváth Anna (Napsugár Anna) jeltáncművész, Ida Aerobic Stúdió (Erdély), Nagy Viktória (Felvidék), Spicc & Flex Táncegyüttes, West-Dance Tánciskola, Yasmina Hastánc Stúdió.

### A közszférából közcélú dalokban szereplők
Bán Gergely dr., Blaskó Béla dr., Dancsó Béla dr., Elek Sándor dr., Fásy Ádám, Fazekas Anna dr., Farkas Bertalan, Fenyődi Klára dr., Gémesi György dr., Ince József, Janza Frigyes dr., Kretz Vilmos, Krisán Attila, Lúczi József dr., Mátyás Iván, Nagy Tibor, Orosz János, Pfeiffer Ferenc, Remitzky Zoltán, Sárközi Ferenc dr., Székely György dr., Szőke Gábor, Tari Ferenc dr., Vörösmarty Mihály, Xantus Judit dr., Zoltai Mihály.

## Magánélet
Budapesten a XII. kerületben született 1955. július 12-én. Anyja gyárból (BVG) szociális osztályvezetőként, apja hivatásos katonatisztként ment nyugdíjba. Nős, felesége: Komáromi-Sipos Erzsébet (1972), lánya Komáromi Judit (2004).

## Díjak, kitüntetések

### Rendőrségi elismerések
- Közbiztonsági Érem, bronz fokozat, 1985
- Közművelődésért, 1985
- Közbiztonsági Érem, ezüst fokozat, 1987
- 10 éves szolgálati jel (belügyminiszter), 1987
- Dicséret és jutalom (belügyminiszter), 1989, 1990, 1991, 1994, 1995, 1997, 1998
- Leány, legény a gáton kitüntető cím (árvízvédelem), 1991
- Dicséret és jutalom (Nemzetbiztonsági Hivatal), 1992
- rendőrezredes, 1992 (belügyminiszter)
- Dicséret és jutalom (ORFK vezetője), 1992, 1993, 1994, 1995, 1999, 2000
- Aranygyűrű (Katonai Biztonsági Hivatal), 1995
- Nimród Vadászérem (Országos Magyar Vadászati Védegylet), 1996
- Polgárőr Szolgálatért Érdemérem, 1996
- I. Osztályú Szolgálati Jel (honvédelmi miniszter), 1997
- Aranygyűrű (belügyminiszter), 1997
- Közigazgatásért Díj (Magyar Közigazgatási Kar), 1997
- Sajtódíj (Magyar Sajtószakszervezet), 1997
- 20 éves szolgálati jel (belügyminiszter), 1997
- rendőr-dandártábornok (köztársasági elnök), 1997
- Dísztőr (Határőrség országos parancsnoka), 1998
- Tudományos Díj (Pest megye Önkormányzata), 1998
- rendőrségi főtanácsos (belügyminiszter), 1998
- Elismerő Oklevél (BM Kórház Főigazgatója), 1999
- Köztársasági Elnök Katonai Iroda szakértői emlékérem, 1999
- Pest Megyéért Emlékérem (Pest megye Önkormányzata), 2000
- Katonai Biztonsági Hivatal, ezüst plakett, 2000
- Nemzet Biztonságáért emlékérem, 2000
- Díszkard (ORFK vezetője), 2000
- Elismerő oklevél (Magyar Rendészettudományi Társaság), 2011
- Dísztőr (ORFK vezetője), 2015
- Elismerő Oklevél Százhalombatta polgármesterétől, 2019
- Elismerő Plakett (Nemzeti Védelmi Szolgálat) 2022
- Óra tárgyjutalom (Belügyminiszter) 2025

### Zenei és egyéb elismerések
- Miniszteri festmény tárgyjutalom 1996 (Művelődési és Közoktatási miniszter, a Gorsium Zene-és Művészeti Alapiskola javaslata)
- Zámbó Jimmy-emlékdíj, Sztár kategória, 2003
- Gasztronómia Nagykövete 2004 (Az úniós csatlakozás ünnepére megalkotott europaprikás dalért)
- Életnagyságú mellszobor, 2004 (Papp-Váry László szobrászművész alkotása, kiállítva: Budafok Záborszky Promontorium Pince)
- Gránit oklevél 2007 (Marktgemeinde Bernstein, Ausztria Ungarischer Liederabend mit Komáromi Pisti))
- vezérőrnagy (Országos Védelmi és Készenléti Szövetség), 2007
- Szebb Jövőért Díj (Együtt, Szebb Jövőért Roma-Magyar Közhasznú Egyesület), 2014
- Díszoklevél (Partiumi Keresztény Egyetem Nagyvárad), 2015
- IPA Aranydiploma 2015
- Szilikon portré 2017 (a zenei munkásságért, dr. Kesztyűs Ferenctől a világtalálmány festékanyag feltalálójától)
- Pro Arte Díj, 2018
- Magyar Érdemrend Tisztikereszt, 2018
- Ordo Aquila Romana Érdemrend, 2020
- Arany Emlékcsillag (MATASZ) 2021
- A Béke Nagykövete (Egyetemes Béke Szövetsége) 2021
- A Magyar Kultúra Lovagja 2023
- Krúdy Irodalmi Díj 2023
- Tiszteletbeli vezetőségi tag (Szegi Biztonságáért Polgárőr Egyesület) 2023
- Grand Cross Knight of Security 2024
- Radnóti Miklós Antirasszista Díj 2024
- Krúdy Gyula Irodalmi Kör Művészet Lovagja 2025
- Humanizmus Nagykövete 2025 (MEASZ)

## Társadalmi szerepvállalás, egyesületi tagság
- Béri Balog Ádám Alapítvány Az Önkéntes Tartalékos Katonákért elnök
- Hegyvidéki Önkormányzat Szavazatszámláló Bizottság elnök
- Magyar-Algériai Baráti Társaság elnökségi tag
- Rendőrkulturális és Hagyományőrző Egyesület, alapító tag
- Magyar Rendőrmúzeum Baráti Köre Kulturális Egyesület, alapító tag
- Együtt a Szebb Jövőért Roma-Magyar Egyesület, tiszteletbeli elnök
- International Police Association (IPA) tag
- Magyar Rendőrtábornokok Egyesülete tag
- Országos Védelmi és Készenléti Szövetség tag
- Rendészeti Kiképzők Szövetsége, tiszteletbeli elnök
- Vízipolgárőrség tag
- Magyar Autóklub tag, országos küldött (Közép-Magyarországi Regionális Szervezettől)
- Artisjus (Szerzői Jogvédő Iroda Egyesület) tag
- EJI (Előadóművészi Jogvédő Iroda) tag
- Drogmentes Maraton, védnök
- Római Sas Rend, magisztrátus tag
- Magyar Tartalékosok Szövetsége (MATASZ) Repülős és Ejtőernyős tagozat alelnök
- Egyenlő Esélyekért Alapítvány, rendezvényi fővédnök
- Rendszeresen támogatja a Szájjal és Lábbalfestő Művészek Kiadóját, a Magyar Légimentők Nonprofit Kft.-t és a Pirosorr Bohócdoktorokat és a KézenFogva Alapítványt
- Belügyi Nyugdíjasok Pest megyei Egyesülete alapító tag, támogató
- Művészek a Művészekért Alapítvány Díjátadó támogatója, a fő dal szerzője
- Dankó Pista Emlékverseny zsűrielnök, támogató
- Chevaliers Törley messager (1998)
- Promontórium Borlovagrend tag (1994)

## Diszkográfia
- 1998 – Barátaim
- 1999 – Ajándék
- 2001 – Üzenet
- 2002 – Vasárnap
- 2003 – Mindenki cigány a lelkében
- 2004 – Aranyalbum I.
- 2007 – Aranyalbum II.
- 2010 – Aranyalbum III.
- 2013 – Aranyalbum IV.
- 2015 – Koncertdalok
- 2016 – Ébreszt a hajnal
- 2016 – Aranyalbum V.
- 2019 – Ami a miénk
- 2020 – Aranyalbum VI.
- 2022 - Ne hátra nézz
- 2024 - Apa szíve
- 2025 - TOP 20

## Kottakiadványok
- Vasárnap. Komáromi Pisti válogatott dalainak kottái; összeáll. Komáromi Pisti, Szigeti Károly; Solo Music Zeneműkiadó, Bp., 2002 (Üzenet, Maradj még, Ideköt minden, Hajótörött, Boldogság és bánat, Szirmok illatán, Ajándék, Fogadom, Ha szíved nincs, A Jutalom, Búcsú, Karolj belém, Üvegbe zárt napsugarak, Észrevétlen, Hinni kell, Hol vagy kisfiam, Soha, Ha könnyes a szemünk, Karácsony, Amíg élsz, Vasárnap, Ha megszólal egy szív, Ha könnycsepp lennék, Veled, Széles ösvény, Ha úgy érzed, Mosolyt az arcokra, A megbecsült)
- Slágermix 5. (Koncert 1234 Kft, 2004) (Mindenki más, 41. old.; Szeress még – feldolgozás – 42-43. old.)
- Dáridós Lakodalmas Rock 1. (Koncert 1234 Kft, 2004) (Győztünk 22 – 23. oldal, Kalinka virág – 23. oldal, Mindenki cigány a lelkében 24. oldal, Talán 26. oldal, Táncoljunk együtt ma hajnalig 27. oldal, Tojás, tojás, ősi tojás 28. oldal)
- Slágermix 7. (Koncert 1234 Kft, 2005) (Dönteni, muszáj 15. oldal, Tűzdal 29. oldal, Honnan jössz 33. oldal, Itt vagyunk 54-55. oldal, Legyen erőd 55. oldal, Ugye mindig vigyázol majd rám? 65. oldal)
- Dáridós Lakodalmas Rock 2. (Koncert 1234 Kft, 2006) (Boldog gyermekkor 20. oldal, Magasan fenn 28. oldal, Neked 42-43. oldal, Már nincs szavunk 52-53. oldal)
- Slágermix 8. (Koncert 1234 Kft, 2008) (Hozzám bújj 69. oldal, Gondolkodom 70. oldal, Van egy titok 87. oldal)
- Slágermix 11. (Koncert 1234 Kft, 2014) (Álmodom 96. oldal, Ami a mink 97. oldal, Ha nem vagy itt 98. oldal, Kívánom 99. oldal, Ez a rétes 100. oldal, Társ vagy 101. oldal, Végtelen utazás 102. oldal)
- Slágermix 12. (Koncert 1234 Kft, 2016) (Én mindig itt leszek neked 189. oldal, Erre vártam 190. oldal, Jó éjt 191. oldal, Jöjj táncoljuk a kán-kánt 192 oldal, Megállj, megállj 193. oldal, Párnácska 194. oldal, Ide köt minden 194-195. oldal, Repít a vágy 196. oldal, Suli-dal 197-198. oldal, Ébredek 198. oldal, Szabadon 199. oldal, Ugye gondolsz rám 200. oldal)
- Könnyűzenei Album 2019 – Zongorakivonatos kotta; Koncert 1234 Kft, 2019 (Boldog gyermekkor 12 -13. oldal, Ami a miénk 37-38 – 39. oldal, Messziről érkeztem 40-41-42. oldal, Gondolkodom 46-47. oldal, Dönteni muszáj 50-51. oldal, Este 52-53-54. oldal Győztünk 55-56-57. oldal, Hívj 58-59-60. oldal, Talán 61-62-63. oldal)
- Ami a miénk. Komáromi Pisti kottaválogatás, összeáll. Ludvig József; Zeneműkiadó Koncert 1234 Kft. Bp. 2020. (Ami a miénk, Álmodom, Boldog gyermekkor, Dönteni muszáj, Erre vártam, Este, Ez a rétes, Ébredek, Én mindig itt leszek neked, Gondolkodom, Győztünk, Ha nem vagy itt, Hívj, Honnan jössz, Hozzám bújj, Ideköt minden, Itt vagyunk, Jó éjt, Jöjj,táncoljuk a Kán-Kánt, Kalinka virág, Kívánom, Legyen erőd, Magasan fenn, Már nincs szavunk, Megállj,megállj, Messziről érkeztem, Mindenki cigány a lelkében, Mindenki más, Mindig legyen így, Neked, Nem messze Trencséntől, Párnácska, Repít a vágy, Suli dal, Szabadon, Szeress még, Talán, Táncoljunk együtt ma hajnalig, Társ vagy, Tojás,tojás,ősi tojás, Tűzdal, Ugye gondolsz rám, Ugye mindig vigyázol majd rám, Van egy titok, Végtelen utazás)

## Rendészeti publikációi
- Varga Tímea: Szilánkokra hullva – előszó (KIKÓ Művészeti Bt. Budapest 2008. a Rendészeti Bűnmegelőzési Intézet szakmai támogatásával)
- Bűnmegelőzés a főváros agglomerációs övezetében; BELÜGYI SZEMLE, 1998/5. szám (51. oldal)
- Baleset és bűnmegelőzési módszertani ajánlás a települési önkormányzatok számára (társszerző); HÍRLEVÉL, Közgazdasági és Jogi Könyvkiadó 1997/1. szám (8. oldal)
- A külső és belső kommunikáció Pest megyei gyakorlata; BELÜGYI SZEMLE, 1997/1. szám (28. oldal)
- A tervezett őrsprogram Pest megyében; ORFK TÁJÉKOZTATÓ, különszám: Az agglomeráció közbiztonsága című tudományos konferenciáról, 1996 (37. oldal)
- A munkahelyi légkör; BELÜGYI SZEMLE, 1996/5. (51. oldal)
- A közbiztonságról, a szervezett bűnözésről és a rendőrség lehetőségeiről (interjú); BELÜGYI SZEMLE, 1996/3. szám (40. oldal)
- Kezdeti lépések a rendőri eredménymérés útján (társszerző); BELÜGYI SZEMLE, 1996. 1. szám (63. oldal)
- Pest megye Önkormányzatának közbiztonsági koncepciója; Pest megyei Közlöny, 1995. december 31. (243. oldal)
- Közbiztonság, önkormányzatok. Jegyzők III. Országos Konferenciája; Siófok, 1995. szeptember 14–16. (243. oldal)
- Az önkormányzatok közbiztonsági koncepciója; BELÜGYI SZEMLE, 1995/9. szám, 23. oldal
- Az önkormányzatok közbiztonsági koncepciója (Országos Közigazgatási Napok, A korszerű Közigazgatás); Magyar Közigazgatási Kamara 1995. április-június, Gödöllő (184. oldal)
- A rendőr ma (Rendőrség Napja, Vác, 1995. április), szórólap-cikk
- Az aktív intézkedések jelentősége és szerepe a bűnügyi munkában (társszerző); BELÜGYI SZEMLE, 1995. 3. szám (34. oldal)
- A bűnözés, a bűnmegelőzés, a közrend és a közbiztonság; HADTUDOMÁNY, 1995/1. szám (89. oldal)
- Arcképcsarnok: Dr. Komáromi István rendőr ezredes (interjú); COMITATUS, V. évf. 1995/1. szám, január (55. oldal)
- Pest megye közbiztonságáról, a rendőrség, az ügyészség, a bíróság, az önkormányzatok és más szervek munkakapcsolatáról (interjú); RENDÉSZETI SZEMLE, 1994/12. szám (33. oldal)
- A közrend, közbiztonság, bűnmegelőzés (előadás), Balatonaliga, 1994. szeptember 23.; COMITATUS (77. oldal)
- A rendőri propagandamunka gyakorlati problémái (társszerző); RENDÉSZETI SZEMLE, 1994/7. szám (64. oldal)
- A kétirányú, zártláncú videó és hang összeköttetés alkalmazása a bíróság és a rendőrségi fogda között az előzetes letartóztatási eljárás során; ORFK TÁJÉKOZTATÓ, 1994/4. szám, 47. oldal (rendezvény szervezése és bevezető gondolatok)
- Polgárőrség és Önkormányzat; HADTUDOMÁNY, 1993/4. (87. oldal) és COMITATUS, IV. évf. l. sz. 1994. január (58. oldal)
- Kandidátusi értekezés a biztonság új megközelítéséről, Tudományos Élet c. rovatban dr. Salgó László tudományos munkájának értékelése; RENDÉSZETI SZEMLE, 1994/1. szám (48. oldal)
- A Pest Megyei Rendőr-főkapitányság eredményeiről és a jövő elképzeléseiről; RENDÉSZETI SZEMLE, 1993/6. szám (43. oldal)
- A közbiztonsági szervek együttműködése az önkormányzatokkal; ORFK TÁJÉKOZTATÓ, különszám (önálló tanulmány), 1993/3. szám
- A TC TEAM CONSULT projektről; RTF FŐISKOLAI FIGYELŐ PLUSZ, 1993/2. szám (237. oldal)
- Önkormányzat, rendőrség, önvédelmi szervezet; COMITATUS, 1991. november–december (36. oldal)
- A mátrix szervezet kísérleti megvalósítása; RENDÉSZETI SZEMLE, 1991/5. szám (63. oldal)
- A magyar rendőrség reformjának gyakorlati kérdései (a megyei főkapitány szemével); HADTUDOMÁNY, 1991/2. szám (81. oldal)
- Az operatív munka alap elvei; RENDÉSZETI SZEMLE, 1991/2. szám (55. oldal)
- Kísérlet az önkormányzati rendőrség megvalósítására; BELÜGYI SZEMLE, 1990/8. szám (18. oldal)
- A hatékony, decentralizált, önkormányzatbarát kísérleti rendőrkapitányság Budapest XXII. kerületében; RTF FŐISKOLAI FIGYELŐ PLUSZ, 1990/2. szám (190. oldal)
- Tájékoztató segédlet a tudományos kutatómunka eredményeinek értékeléséhez a Belügyminisztérium kutatóhelyein; Budapest, BM Tudományszervezési Osztály (társszerző), 1989